# Over Wyresdale
Over Wyresdale – wieś i civil parish w Anglii, w Lancashire, w dystrykcie Lancaster. W 2011 civil parish liczyła 316 mieszkańców.